# 岡田隆之介
岡田 隆之介（おかだ りゅうのすけ、1998年〈平成10年〉1月20日 - ）は、日本の俳優 （元子役）、アイドル。アイドルグループ8iper（ハイパー）のメンバー。アイドルグループASAPの元メンバー。大阪府出身。

## 経歴
幼少期からモデルとして活動。子役としてほぼセリフのない役を中心にテレビドラマや映画へ出演。その後、学業など理由に一時俳優活動を休止していた。
2017年夏から本格的に俳優活動を行うためにアービングへ所属し、主に舞台俳優として活動。
2019年6月から配信の恋愛リアリティ番組『恋んトス』season9の新メンバー「おーかー」として出演。
2019年10月31日付でアービングを退所したことを自身のTwitterで報告し、芸能活動を一時引退。引退後は、タピオカ店でアルバイトをしていた。
2020年2月16日からアイドルグループ・A.S.A.P（のちにASAPに表記変更）の追加メンバーとなり芸能活動を再開。同グループはリクエンターテイメント所属だが、岡田単身ではアルファベットプロモーションに所属した。サブリーダーを務めたのち、8月2日より新リーダーに就任した。
2021年12月4日の2周年ライブをもってASAPが解散し、アイドルとしての活動を一旦終了。2022年1月末、アルファベットプロモーションを退所するが、芸能活動は継続する意思を見せていた。
2022年10月29日、「9bic（キュービック）」や「7m!n（セブンミニット）」が所属する事務所「WAIWAI.inc」の結成した新アイドルグループ「8iper」のメンバーとして活動を開始し、11月27日にデビューライブを行った。

## 人物
- 父はお笑いコンビますだおかだの岡田圭右[10]、母は元お笑いタレントの岡田祐佳、妹はモデル・タレントの岡田結実。
- 2017年8月1日放送のNTV『踊る!さんま御殿!!』へ出演した際、「お笑いは全く眼中にないです。父を見てしまうとこうはなりたくないなと思う」と語っている[11]。
- 妹の結実は2018年より本格的に女優活動を始め、「兄と（ドラマで）共演するのは気まずい」としながらも「まず兄との共演が目標です」と発言している[12]。その後、役者としてではないが、2021年5月14日放送のNTV『クイズ!あなたは小学5年生より賢いの?』にて兄妹でのテレビ初共演を果たし[13]、同年11月9日の『踊る!さんま御殿!!』でも共演している[14]。
- 2020年11月、結実とのYouTubeチャンネルを開設。上記のテレビ初共演を報告する動画以降は更新が途絶えている。
- 幼少期はジャニーズ事務所に入りたかったが、親の反対にあい断念したという[5]。
- 身体能力に優れ、2017年にはTBS『最強スポーツ男子頂上決戦』の第9回大会に出場している[15]。

## 出演

### テレビドラマ
- 家政婦のミタ 第5話（2011年11月9日、日本テレビ）
- 幽かな彼女（2013年4月9日 - 6月18日、フジテレビ） - 遠藤秀人 役
- 変身インタビュアーの憂鬱 第3話（2013年11月4日、TBSテレビ）[16]
- 近キョリ恋愛〜Season Zero〜 第1話・第2話（2014年7月20日・7月27日、日本テレビ）[17]

### 映画
- ショートヘアーワルツ（2012年）[16]
- ショートトライアルプロジェクト2011「23 enigma」（2012年） - 落合学・修 役[16]
- 暗殺教室（2015年） - 前原陽斗 役
- 暗殺教室〜卒業編〜（2016年） - 前原陽斗 役
- 17歳のシンデレラ（2018年）

### バラエティ
- 秋の超豊作 さんま御殿 メダリスト＆大物2世イライラ美人妻の逆襲 (2021年10月12日、日本テレビ)
- 踊る!さんま御殿!!（2021年11月9日、日本テレビ）

### 舞台
- 瀬戸の花嫁（2018年1月31日 - 2月4日、シアターKASSAI） - 賢志 役
- 信長の野望・大志 -春の陣- 天下布武 〜金泥の首編〜（2018年5月17日 - 28日、CBGKシブゲキ!!） - 佐久間信盛 役[18]
- 希望のホシ2018（2018年6月13日 - 17日、あうるすぽっと）
- 信長の野望・大志 -冬の陣- 王道執行 〜騎虎の白塩編〜（2018年11月8日 - 12日、シアター1010） - 佐久間信盛 役[19]
- 劇団虚幻癖#20 番外公演「GHOSTMIX Ⅲ」（2019年1月30日 - 2月3日、萬劇場）
- 再再演 瀬戸の花嫁（2019年8月21日 - 25日、ザ・ポケット）

### 朗読劇
- 遠き夏の日（2017年8月13日、GINZA Lounge ZERO）[3]

### インターネットテレビ
- 恋んトス season9（2019年6月28日 - 10月25日、Paravi） - おーかー

### PV
- 遊助「とうもろこし」（2013年） - 男子高校生 役[16]
- ハジ→「カタオモイ。」（2018年）